# Tired of Being Sorry
«Tired of Being Sorry» (рус. Устал извиняться) — второй сингл испанского поп-певца Энрике Иглесиаса из его альбома «Insomniac», выпущенный 29 сентября 2007 года на лейбле «Interscope Records». Сингл был выпущен только в Европе. А в это же время в США была выпущена композиция «Somebody's Me», которая не была выпущена в Европе. В апреле во Франции и Бельгии был выпущен дуэт с французской певицей Надьей под двойным названием «Tired of Being Sorry / Laisse Le Destin L’emporter».

## Tired of Being Sorry

### Общая информация
«Tired of Being Sorry» — кавер-версия на одноимённую песню американской инди-поп-группы «Ringside». Скот Томас — автор оригинальной версии, спродюсировал запись версии Иглесиаса. Песня практически не отличается от оригинала, также как и в оригинальной, в кавер-версии доминируют элементы синтипопа. Основным отличием от оригинала стала замена строчки «Chandler and Van Nuys» на «Eighth and Ocean Drive», как смена названия перекрёстка в Лос-Анджелесе на название перекрёстка в Майами, где живёт Иглесиас. Многие поклонники «Ringside» отметили, что версия Иглесиаса похожа на версию, которую группа исполняла во время концертов.
Впервые Иглесиас исполнил песню во время турне «For The Fans Tour» в 2006.
В Испании и Латинской Америки, испанская версия «Amigo Vurnelable», также была выпущена синглом.

### Музыкальное видео
Режиссёром клипа был Джесси Тереро, который снимал предыдущий клип Иглесиаса «Do You Know?». По его словам, на съёмку клипа его вдохновил фильм «Блэйд». Клип снят как история вампира, который рассказывает историю своего превращения. Первый эпизод — Энрике стоит на крыше здания Лос Анджелеса и вспоминает как когда то гулял по улицам. Во время одной из таких прогулок, после ссоры с девушкой (её играет модель Донна Фельдман), Энрике следует за девушкой. Девушка заводит его в клуб, где она превращает его в вампира. Клип заканчивается сценой, Энрике мирится со своей девушкой. Она обнимает его, а он исчезает, и у неё в руках остаётся только его плащ.
Помимо основной версии клипа существует другое видео, отличающееся от оригинала лишь наличием в клипе участниц девятого сезона шоу «Топ-модель по-американски».

### Позиции в чартах
Сингл лидировал в Финляндии, Турции, Румынии, а в Новой Зеландии сингл занимал 2-е место. В Великобритании сингл занял только 20-е место, чем значительно отстал от предыдущего сингла «Do You Know?».

### Список композиций
CD-сингл
1. «Tired of Being Sorry» — 4:01
2. «Tired of Being Sorry» (Ean Sugarman & Funky Junction guitar mix) — 7:17

Цифровое скачивание
1. «Tired of Being Sorry» — 4:01

Промосингл
1. «Tired of Being Sorry» — 4:01
2. «Amigo Vulnerable» — 4:01

Промомакси
1. «Tired of Being Sorry» (Radio Edit) — 4:01
2. «Tired of Being Sorry» (Ean Sugarman & Funky Junction club mix) — 7:03
3. «Tired of Being Sorry» (Ean Sugarman & Funky Junction guitar mix) — 7:18
4. «Tired of Being Sorry» (Dummies remix) — 7:05
5. «Tired of Being Sorry» (Ean Sugarman & Funky Junction dub) — 8:04
6. «Tired of Being Sorry» (Ean Sugarman & Funky Junction club edit) — 4:29
7. «Tired of Being Sorry» (Ean Sugarman & Funky Junction guitar edit) — 4:29

### Чарты
| Чарт(2007)                       | Пиковая позиция  |
| -------------------------------- | ---------------- |
| Belgian (Flanders) Singles Chart | 9                |
| Canadian Hot 100                 | 71               |
| Danish Singles Chart             | 14               |
| Dutch Top 40 Singles Chart       | 3                |
| Finnish Singles Chart            | 1                |
| Hungarian Airplay Chart          | 7                |
| Irish Singles Chart              | 12               |
| Portuguese Digital Chart         | 47               |
| Romanian Singles Chart           | 1                |
| Russian Airplay Chart            | 7                |
| Russian (Moscow) Airplay Chart   | 5                |
| Swedish Singles Chart            | 16               |
| Turkey Top 20 Chart              | 1                |
| UK Singles Chart                 | 20               |
| Чарт (2008)                      | Лучший результат |
| Belgian (Wallonia) Singles Chart | 32               |
| German Singles Chart             | 46               |

### Позиции в конце года
| Чарт (2007)         | Позиция |
| ------------------- | ------- |
| Россия (Love Radio) | 28      |

| Чарт (2008)          | Позиция |
| -------------------- | ------- |
| Россия (Love Radio)  | 32      |
| Россия (Европа Плюс) | 5       |

## Laisse Le Destin L’emporter

### Общая информация
Песня была записана дуэтом с французской певицы Надьей, и выпущена синглом под названием «„Tired of Being Sorry / Laisse Le Destin L’emporter“». Энрике записал свою партию на английском, Надья на французском. Сингл был выпущен в апреле 2008 в Европе. Энрике решил переписать песню вместе с Надьей, потому что они сотрудничала с одни и тем же лейблом звукозаписи в то время.
На эту версию песни был снят новый видеоклип. В клипе каждый поёт свою партию. В то время как Энрике стоит рядом с машиной, Надья движется ему навстречу. В конце клипа они встречаются.

### Критика
В целом дуэт получил положительные отзывы критиков. К примеру, на музыкальном портале Musiqueradio.com дуэт был выбран «песней года» и назван «историческим дуэтом». В 2009 году Энрике и Надья были номинированы на французскую премию «NRJ Music Awards» в две номинации — «лучший французский дуэт» и «лучшая песня», но не получили ни одной награды.

### Путь в чартах
Во Франции дуэт лидировал в первую неделю трансляции в тиражом продаж в 11 тыс. экземпляров. Первую позицию песня держала 11 недель, за которые было продано 17 тыс. экземпляров. В пятёрке лучших трек оставался 24 недели, 6 из которых на 2-м месте, 28 недель в «десятки лучших» и 41 неделю в «50 лучших песен страны». На 3 января 2009 было зафиксировано 285 тыс. экземпляров и 30 тыс. цифровых скачиваний.

### Certifications
| Country | Сертификация | Дата             | Продажи | CD-синглы                        | Цифровые скачивания             |
| ------- | ------------ | ---------------- | ------- | -------------------------------- | ------------------------------- |
| Бельгия | золотой      | 27 декабря, 2008 | 25,000  |                                  |                                 |
| Франция | золотой      | 18 декабря, 2008 | 200,000 | 286,220 (данные на декабрь 2008) | 44,870 (данные на декабрь 2008) |

### Позиции в чартах
| Чарт (2008)                      | Пиковая позиция |
| -------------------------------- | --------------- |
| Belgian (Wallonia) Singles Chart | 1               |
| Eurochart Hot 100                | 3               |
| French Airplay Chart             | 5               |
| French Digital Chart             | 3               |
| French SNEP Singles Chart        | 1               |
| Swiss Airplay Chart              | 31              |
| Swiss Singles Chart              | 6               |

| Конец года (2008)                | позиция |
| -------------------------------- | ------- |
| Belgian (Wallonia) Singles Chart | 8       |
| Eurochart Hot 100                | 12      |
| French Airplay Chart             | 11      |
| French Singles Chart             | 1       |
| Swiss Singles Chart              | 44      |

### Список композиций
CD-сингл
1. «Tired of Being Sorry (Laisse le destin l’emporter)» — 4:01
2. «Tired of Being Sorry (Laisse le destin l’emporter)» (альбомная версия) — 4:34
3. «Tired of Being Sorry» (английская версия) сольная версия — 4:05
4. «Amigo vulnerable» (испанская версия) сольная версия — 4:00

Цифровое скачивание
1. «Tired of Being Sorry (Laisse le destin l’emporter)» — 4:01
2. «Tired of Being Sorry (Laisse le destin l’emporter)» (альбомная версия) — 4:34